# Bauhinia praesignis
Bauhinia praesignis är en ärtväxtart som beskrevs av Henry Nicholas Ridley. Bauhinia praesignis ingår i släktet Bauhinia och familjen ärtväxter. Inga underarter finns listade i Catalogue of Life.